# Micropsectra quadriloba
Micropsectra quadriloba е вид насекомо от разред Двукрили (Diptera), семейство Хирономидни (Chironomidae). Среща се в Чехия.